# 차루마티 스투파

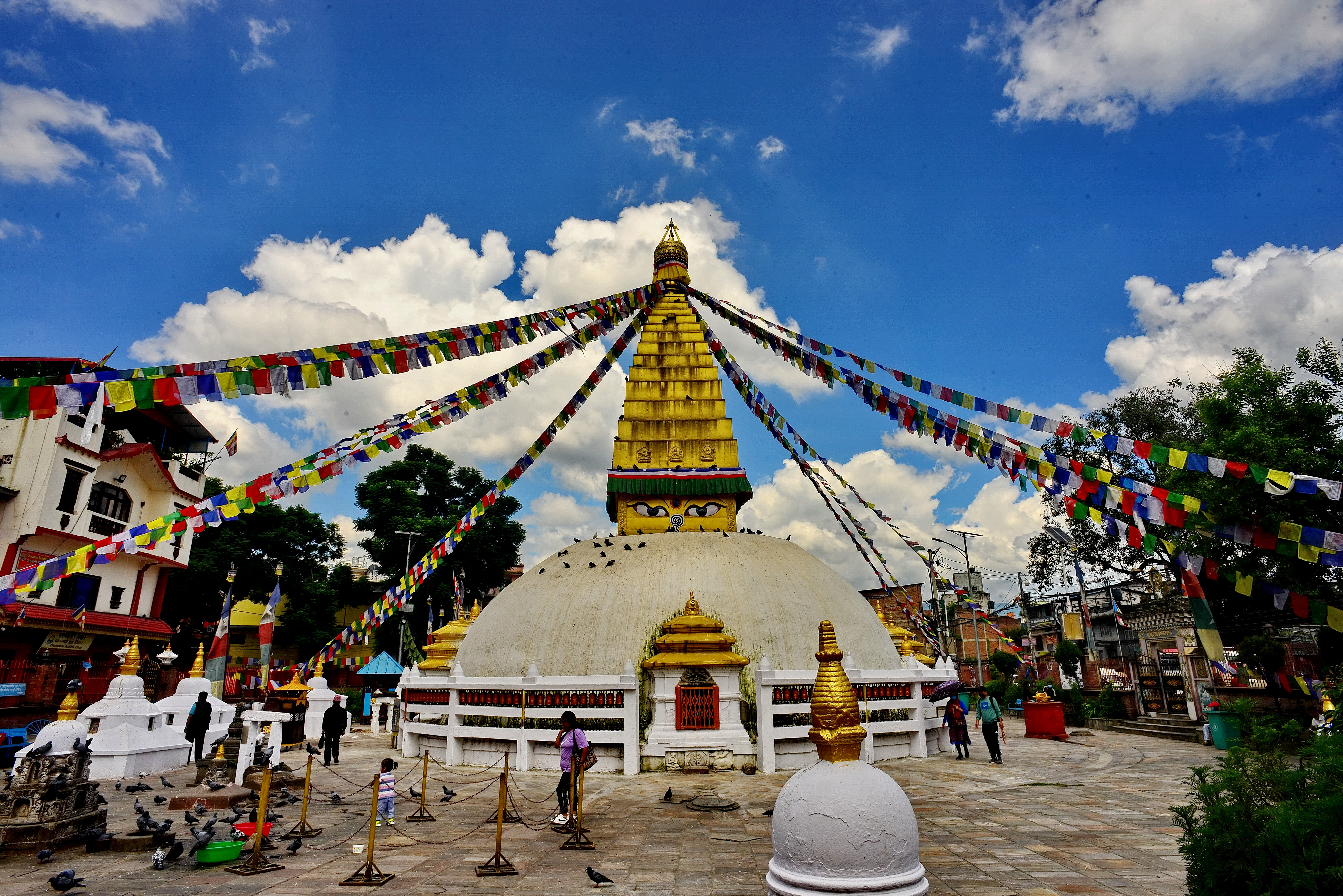

차루마티 스투파 또는 차바힐 스투파, 단도즈 스투파는 네팔의 수도 카트만두에 있는 스투파이다.

## 역사
제3대 마우리아 황제 아소카의 딸인 차루마티가 건설했다.
2003년, 차루마티 스투파는 "인근 도로의 혼잡한 차량 통행"으로 인해 무너졌던 지역 주민들에 의해 복원되었다. 복원 과정에서 리차비 시대로 거슬러 올라가는 수많은 유물, 동전 및 원고가 발견되었다. 2015년 4월 네팔 지진으로 인해 파괴되어 동년도에 다시 재복원되었다.